# 迪维诺兰迪亚
迪维诺兰迪亚是巴西圣保罗州的一个市镇。总面积222.257平方公里，总人口11189人，人口密度50.3人/平方公里。